# Mariano Constante Campo
Mariano Constante Campo (Capdesaso, Osca, Espanya, 18 d'abril de 1920 – Montpeller, França, 20 de gener de 2010) va ser un escriptor espanyol, les publicacions del qual versen principalment sobre l'experiència dels republicans espanyols en els camps de concentració nazis durant la Segona Guerra Mundial.
Combatent en la Guerra Civil espanyola, amb el grau militar de tinent en la 43 Divisió de l'Exèrcit republicà espanyol i militant de les Joventuts Socialistes Unificades (JSU), va passar a l'exili a França al febrer de 1939. El 1939 es va enrolar en una Companyia de Treballadors Estrangers al servei de l'Exèrcit francès, i va caure presoner dels alemanys al juny de 1940. Va passar diversos mesos al stalag (camp de presoners de guerra) XVII-A situat a Kaisersteinbruch (Àustria). L'abril del 1941 va ser deportat al camp de concentració de Mauthausen (Àustria), on va rebre el número de pres 4.584. Va seguir al camp central de Mauthausen fins al seu alliberament, al maig de 1945.
Després d'ésser alliberat el 1945 va retornar a França, on va viure fins a la seua mort. Va ser militant del Partit Comunista d'Espanya en l'exili, encara que segons afirmació pròpia a la fi de la dècada dels 60 s'havia apartat de la disciplina d'aquest partit. Va morir el 20 de gener de 2010 a Montpeller, sent l'últim dels dirigents republicans espanyols que van sobreviure a Mauthausen que encara quedava amb vida.

## Obres
- Los años rojos.
- Yo fui ordenanza de los SS.
- Republicanos aragoneses en los campos nazis.
- Los cerdos del Comandante (amb Eduardo Pons Prades).
- Triángulo Azul (amb Manuel Razola, col·laboració de Patricio Serrano).

## Filmografia
- Mauthausen, una mirada española, d'Aitor Fernández-Pacheco (Chaya films -Francia- 2008/TVE). Documental de 83 minuts sobre Mauthausen, a través del testimoni de Mariano Constante i les seues vivències en aquest camp nazi.